# Rubén Oliva
Rubén H. Oliva (Rosario, 20 marzo 1958) è un giornalista, regista cinematografico e regista televisivo argentino.

## Biografia
Vive e lavora fra Italia e Argentina, ha lavorato o lavora a Radio Popolare, Il Giorno, Il Secolo XIX, La Repubblica, Rai 3, Diario e, in Argentina: Canal 11 Telefe, Canal 7, America Tv, Canal 9. Come regista e film-maker ha realizzato decine di documentari.

## Filmografia parziale

### Regista

#### Cinema
- Back (1982)
- Back II (1983)
- Taxi boy (1994)
- Una muerte vip (1994)
- Sexo al limite (1994)
- Los Sanadores (1994)
- Flor de Mayo (1995)
- Ropa Sucia (1995)
- Ascensor de la muerte (1995)
- Nazis AAA (1995)
- Bomberos (1995)
- Amia (1995)
- Miguel Bru (1995)
- Sierra Chica - La Carcel (1995)
- Gauchos (1996)
- Hospital Paorisien (1996)
- San La Muerte (1997)
- Futbol y doping (1998)
- Travestis Baires (1998)
- Ragazzi di Brancaccio (1999)
- Gallarate Rumena (2000)
- Nozze d'oro (2000)
- Dossier Argentina (2001)
- L'iman di Carmagnola (2002)
- Quindici, la faida delle donne (2002)
- 1992/2002 (2002)
- Guerra e Pace (2003)
- Le 100 ore (2003)
- Il paese del maiale (2004)
- Quando c'era Silvio (2005)
- Uccidete la democrazia! (2006)
- 'O sistema (2006)
- La Santa - Viaggio nella 'ndrangheta sconosciuta (2007)
- Venezia, addio (2010)
- L'Aquila dimenticata (2010)
- Hotel House (2010)
- Ragazzi di vita a Milano (2011)

## Programmi televisivi
- TeleRadioMilano 2, (Italia)
- TG3, (Italia, Rai 3)
- El Visitante, (Argentina, Canal 7)
- Edicion Plus, (Argentina, Canal 11, TELEFE)
- Telegiornale Canal 9, (Argentina, CANAL 9)
- America TV Programacion, (Argentina, AMERICA TV)
- Ragazzi del 99, Enrico Deaglio, (Italia, Rai 3)
- Così va il mondo, Enrico Deaglio, (Italia, Rai 3)
- Vento del Nord, Enrico Deaglio, (Italia, Rai 3)
- L'elmo di Scipio, Enrico Deaglio, (Italia, Rai 3)